# Liste des duchesses d'Édimbourg
Les duchesses d'Édimbourg sont les épouses des ducs d'Édimbourg. 

## Maison de Hanovre (1726-1760, 1764-1834)
| Portrait | Nom (dates)                                  | Époux                                                                                     | Titres | Éléments biographiques | Armoiries |
| -------- | -------------------------------------------- | ----------------------------------------------------------------------------------------- | --- | --- | --------- |
|          | Augusta de Saxe-Gotha-Altenbourg (1719-1772) | - Frédéric de Galles (mariage en 1736)                                                    | - Princesse de Galles, duchesse de Cornouailles, de Rothesay et d'Édimbourg, comtesse de Chester (1736-1751)                   | - Princesse de la maison de Saxe-Gotha-Altenbourg. - Fille de Frédéric II de Saxe-Gotha-Altenbourg et de Madeleine-Augusta d'Anhalt-Zerbst. - Mère d'Augusta-Charlotte de Hanovre, de George III, d'Édouard-Auguste de Grande-Bretagne, d'Élisabeth de Grande-Bretagne, de William Henry de Grande-Bretagne, d'Henri de Cumberland, de Louise de Grande-Bretagne, de Frédéric de Grande-Bretagne et de Caroline-Mathilde de Grande-Bretagne. |           |
|          | Maria Walpole (1736-1837)                    | - James Waldegrave (mariage en 1759) - William Henry de Grande-Bretagne (mariage en 1766) | - Comtesse Waldegrave (1759-1763) - Duchesse de Gloucester et d'Édimbourg (1766-1805)                                          | - Membre de la famille Walpole. - Fille de Sir Edward Walpole et de Dorothy Clement. - Mère d'Élisabeth Waldegrave, de Sophie de Gloucester et de William Frederick de Gloucester. |           |
|          | Marie de Hanovre (1776-1857)                 | - William Frederick de Gloucester (mariage en 1816)                                       | - Princesse de Grande-Bretagne (1776-1801) puis du Royaume-Uni (1801-1857) - Duchesse de Gloucester et d'Édimbourg (1816-1834) | - Princesse de la maison de Hanovre. - Fille de George III et de Charlotte de Mecklembourg-Strelitz. |           |

## Maison de Saxe-Cobourg-Gotha (1866-1900)
La grande-duchesse Maria Alexandrovna de Russie est le cinquième enfant et la seule fille du tsar Alexandre II de Russie et de sa première épouse Marie de Hesse-Darmstadt. Elle est la sœur cadette d'Alexandre III de Russie et la tante paternelle du dernier tsar de Russie, Nicolas II. En 1874, elle épouse le prince Alfred, duc d'Édimbourg, la deuxième fils de la reine Victoria et du prince Albert ; elle est la première et la seule membre de la famille Romanov à se marier dans la famille royale britannique. En août 1893, elle devient duchesse de Saxe-Cobourg et Gotha lorsque son mari hérite du duché à la mort de son oncle, Ernest II de Saxe-Cobourg et Gotha. 
| Portrait | Nom (dates)                              | Époux                                                | Titres | Éléments biographiques |
| -------- | ---------------------------------------- | ---------------------------------------------------- | --- | --- |
|          | Maria Alexandrovna de Russie (1853-1920) | - Alfred Ier de Saxe-Cobourg-Gotha (mariage en 1874) | - Grande-duchesse de Russie (1853-1874) - Duchesse d'Édimbourg, comtesse de Kent et d'Ulster (1874-1900) - Duchesse de Saxe-Cobourg-Gotha (1893-1900) | - Princesse de la maison de Holstein-Gottorp-Romanov. - Fille d'Alexandre II de Russie et de Marie de Hesse-Darmstadt. - Mère d'Alfred de Saxe-Cobourg-Gotha, de Marie de Saxe-Cobourg-Gotha, de Victoria-Mélita de Saxe-Cobourg-Gotha, d'Alexandra de Saxe-Cobourg-Gotha et de Béatrice de Saxe-Cobourg-Gotha. |

## Maison Mountbatten-Windsor (depuis 1947)
Élisabeth II est, après son accession en 1952, reine du Royaume-Uni. De son mariage en 1947 à son accession en 1952, elle est titrée duchesse d'Édimbourg. Élisabeth et son mari, le prince Philip de Grèce et de Danemark, sont cousins par le roi Christian IX de Danemark et par la reine Victoria. Leurs fiançailles sont officiellement annoncées le 9 juillet 1947. Avant le mariage, Philip renonce à ses titres grecs et danois, se convertit à l'anglicanisme, et prend le nom de la famille britannique de sa mère, Mountbatten. Il est également créé duc d'Édimbourg avec le prédicat d'altesse royale. Le mariage est célébré le 20 novembre 1947 à l'abbaye de Westminster.
Il a été dit, au moment du mariage du prince Edward, qu'il recevrait ce titre. Néanmoins, comme tous les titres des pairies britanniques, les titres de duc sont transmis aux aînés. À la mort du prince Philip, le prince Charles hérite donc du titre de son père, avant de le concéder à son frère le 10 mars 2023.
| Portrait | Nom (dates)                             | Époux                                                                                   | Titres | Éléments biographiques | Armoiries |
| -------- | --------------------------------------- | --------------------------------------------------------------------------------------- | --- | --- | --------- |
|          | Élisabeth II du Royaume-Uni (1926-2022) | - Philip Mountbatten (mariage en 1947)                                                  | - Princesse du Royaume-Uni (1926-1952) - Duchesse d'Édimbourg (1947-1952) - Reine du Royaume-Uni et des autres royaumes du Commonwealth (1952-2022)        | - Princesse de la maison Windsor. - Fille de George VI et d'Elizabeth Bowes-Lyon. - Mère de Charles III, d'Anne du Royaume-Uni, d'Andrew d'York et d'Edward d'Édimbourg. |           |
|          | Camilla Shand (1947)                    | - Andrew Parker Bowles (mariage en 1973) - Charles III du Royaume-Uni (mariage en 2005) | - Princesse de Galles, duchesse de Cornouailles et de Rothesay (2005-2022) - Duchesse d'Édimbourg (2021-2022) - Reine consort du Royaume-Uni (depuis 2022) | - Fille de Bruce Shand et de Rosalind Cubitt. - Mère de Thomas Parker Bowles et de Laura Parker Bowles.                                                                  |           |
|          | Sophie Rhys-Jones (1965)                | - Edward d'Édimbourg (mariage en 1999)                                                  | - Comtesse de Wessex (depuis 1999) - Vicomtesse Severn (depuis 1999) - Comtesse de Forfar (depuis 2019) - Duchesse d'Édimbourg (depuis 2023)               | - Fille de Christopher Bournes Rhys-Jones et de Mary O'Sullivan. - Mère de Louise Mountbatten-Windsor et de James Mountbatten-Windsor.                                   |           |